# Оседж (Оклахома)
Оседж (англ. Osage) — місто (англ. town) в США, в окрузі Осадж штату Оклахома. Населення — 177 осіб (2020).

## Географія
Оседж розташований за координатами 36°17′42″ пн. ш. 96°25′5″ зх. д. / 36.29500° пн. ш. 96.41806° зх. д. (36.294894, -96.417956).  За даними Бюро перепису населення США в 2010 році місто мало площу 0,80 км², уся площа — суходіл.

## Демографія
Згідно з переписом 2010 року, у місті мешкало 156 осіб у 78 домогосподарствах у складі 47 родин. Густота населення становила 195 осіб/км².  Було 105 помешкань (131/км²).
Расовий склад населення:
| - 88,5 % — білих - 9,0 % — корінних американців |

До двох чи більше рас належало 2,6 %. Частка іспаномовних становила 0,0 % від усіх жителів.
За віковим діапазоном населення розподілялося таким чином: 10,3 % — особи молодші 18 років, 68,5 % — особи у віці 18—64 років, 21,2 % — особи у віці 65 років та старші. Медіана віку мешканця становила 51,4 року. На 100 осіб жіночої статі у місті припадало 105,3 чоловіків;  на 100 жінок у віці від 18 років та старших — 105,9 чоловіків також старших 18 років.
За межею бідності перебувало 13,3 % осіб, у тому числі 0,0 % дітей у віці до 18 років та 0,0 % осіб у віці 65 років та старших.
Цивільне працевлаштоване населення становило 43 особи. Основні галузі зайнятості: транспорт — 20,9 %, освіта, охорона здоров'я та соціальна допомога — 16,3 %, роздрібна торгівля — 14,0 %.